# ルートヴィヒ・アウグスト・ルブラン
ルートヴィヒ・アウグスト・ルブラン（Ludwig August Lebrun, 1752年5月2日 マンハイム - 1790年12月16日 ベルリン）は、ドイツのオーボエ奏者、作曲家。

## 生涯
当時「彼の神なるオーボエに魅せられた」と記事に書かれるほどの高名なオーボエ・ヴィルトゥオーソで、プファルツ選帝侯（のちバイエルン選帝侯）カール・フィリップ・テオドールのマンハイム宮廷楽団で演奏していた。12歳で楽団と演奏を始め、15歳で正式な楽団員になった。父親もオーボエ奏者で（おそらくベルギーの出身）1747年からマンハイム宮廷で働いていた。カール・シュターミッツ、アントン・シュターミッツ兄弟は同時代人で、マンハイム楽派に属する。
1778年夏、フランツ・ダンツィの妹で、有名なソプラノ歌手だったフランチェスカ・ダンツィと結婚した。夫婦はミラノ、パリ、ロンドン、ウィーン、プラハ、ナポリ、ミュンヘン、ベルリンとヨーロッパを旅した。夫の演奏と妻の歌唱はそれぞれを申し分なく引き立たせ、オブリガート・オーボエ付きのアリアが夫妻のために作られた。その中には、イグナーツ・ホルツバウアーの『ギュンター・フォン・シュヴァルツブルク』（Günther von Schwarzburg, 1777年）、アントニオ・サリエリの『見出されたエウローパ 』（Europa riconosciuta, 1778年）、ゲオルク・ヨーゼフ・フォーグラーの『カストルとポルックス』（Castore e Polluce, 1787年）などがある。
音楽史家チャールズ・バーニー（Charles Burney）はルブラン夫妻についてこう書いている。「フランチェスカ・ダンツィと優れたオーボエ奏者ルブランはいつも一緒に旅し、まるで彼女は彼の楽器以外の何物も聞かなかったように見えるのは、彼らが3度と6度で一緒に演奏する時に、それより上か下の声を聞けた者がいなかったからである!」
1790年に38歳で亡くなった。

## 作品
- バレエ音楽
  - 『アルミーダ』（Armida ）
  - 『ポンチューのアデール』（Adèle de Ponthieu ）
- オーボエと管弦楽のための協奏曲
  - 第1番 ニ短調
  - 第2番 ト短調
  - 第3番 ハ長調
  - 第4番 変ロ長調
  - 第5番 ハ長調
  - 第6番 ヘ長調
- クラリネットと管弦楽のための協奏曲 変ロ長調
- ヴァイオリンとヴィオラのための二重奏曲
- フルート二重奏曲
- フルート三重奏曲